# Blechnum tabulare
Blechnum tabulare là một loài thực vật có mạch trong họ Blechnaceae. Loài này được (Thunb.) Kuhn mô tả khoa học đầu tiên năm 1868.

## Hình ảnh

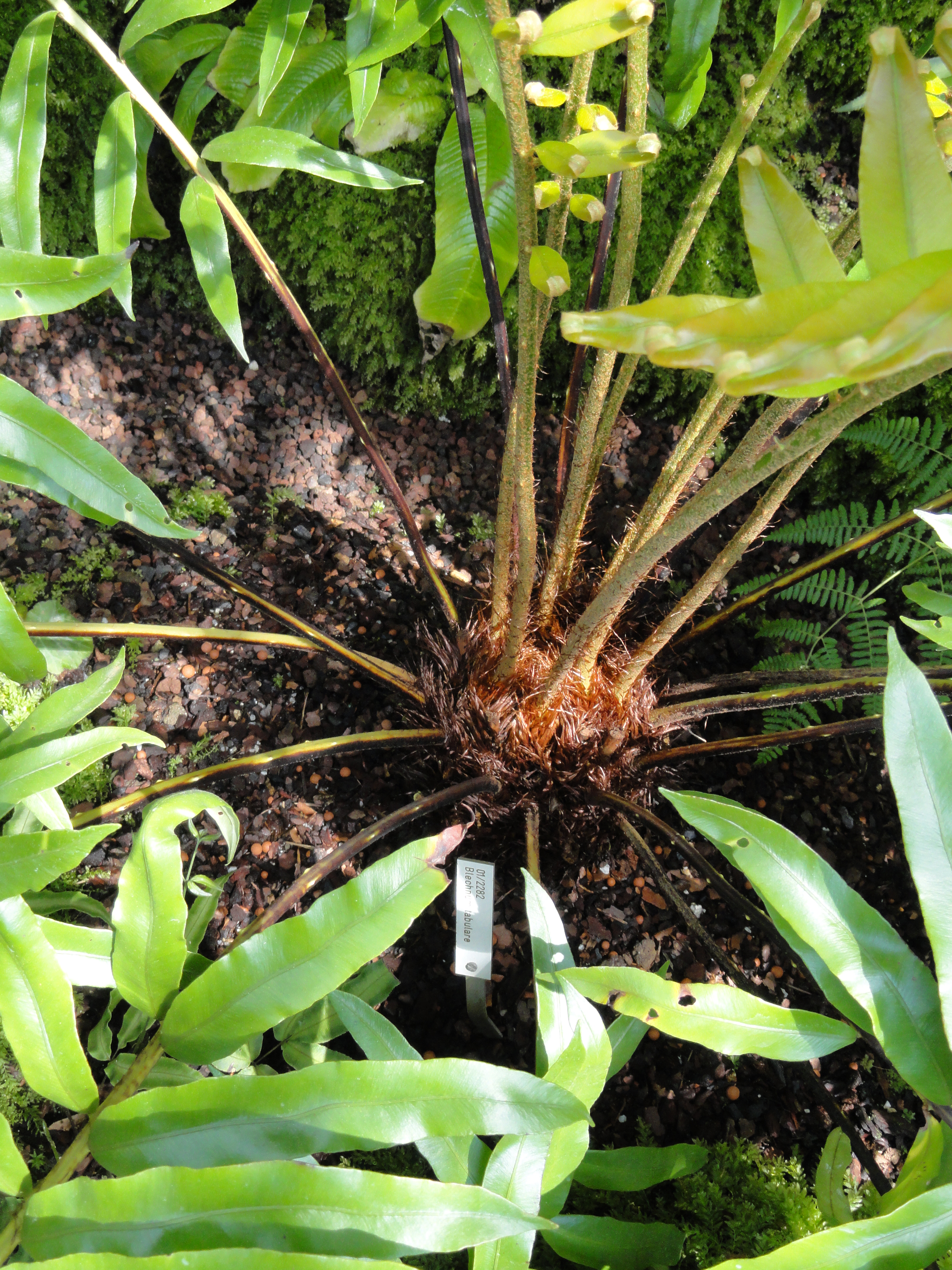
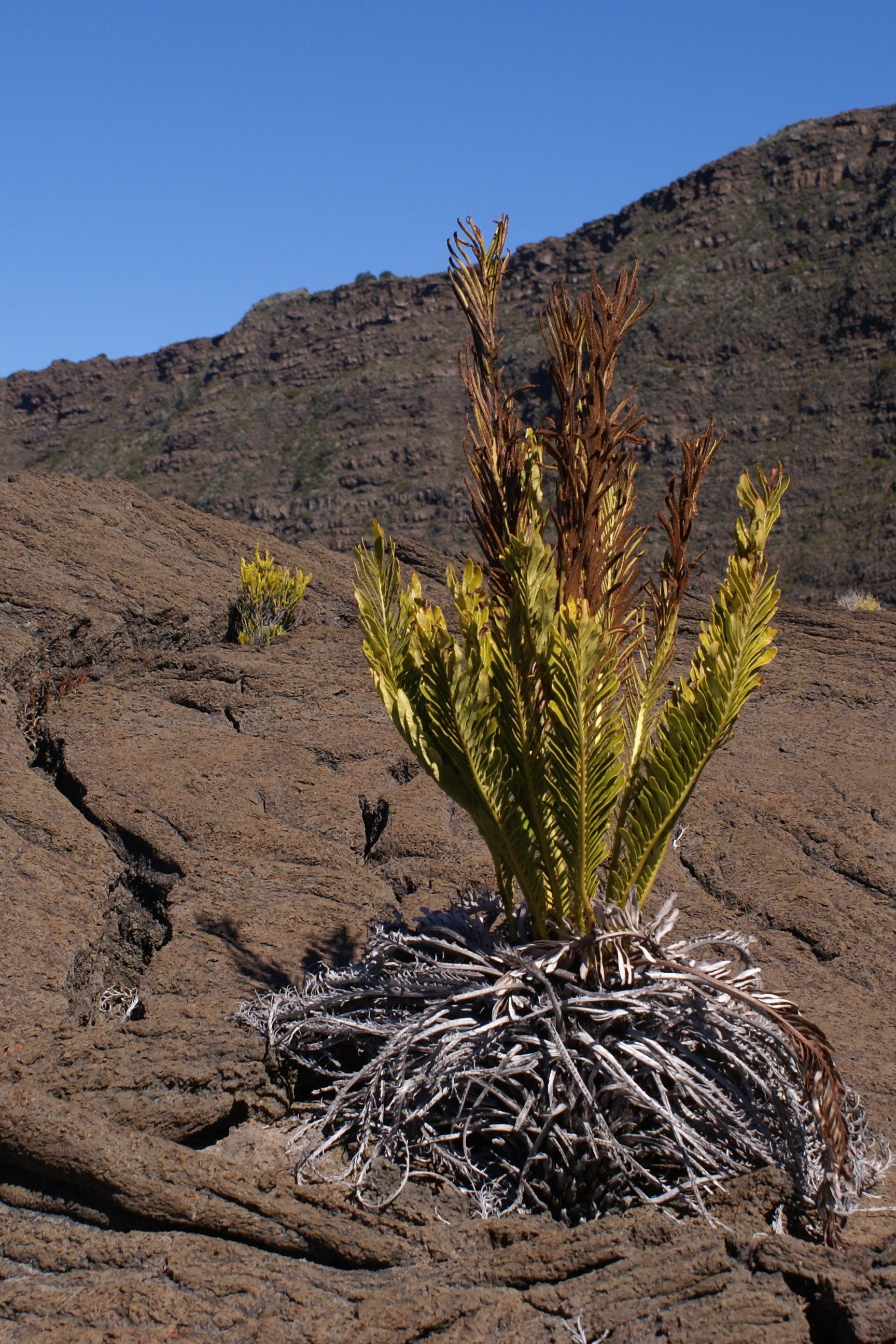
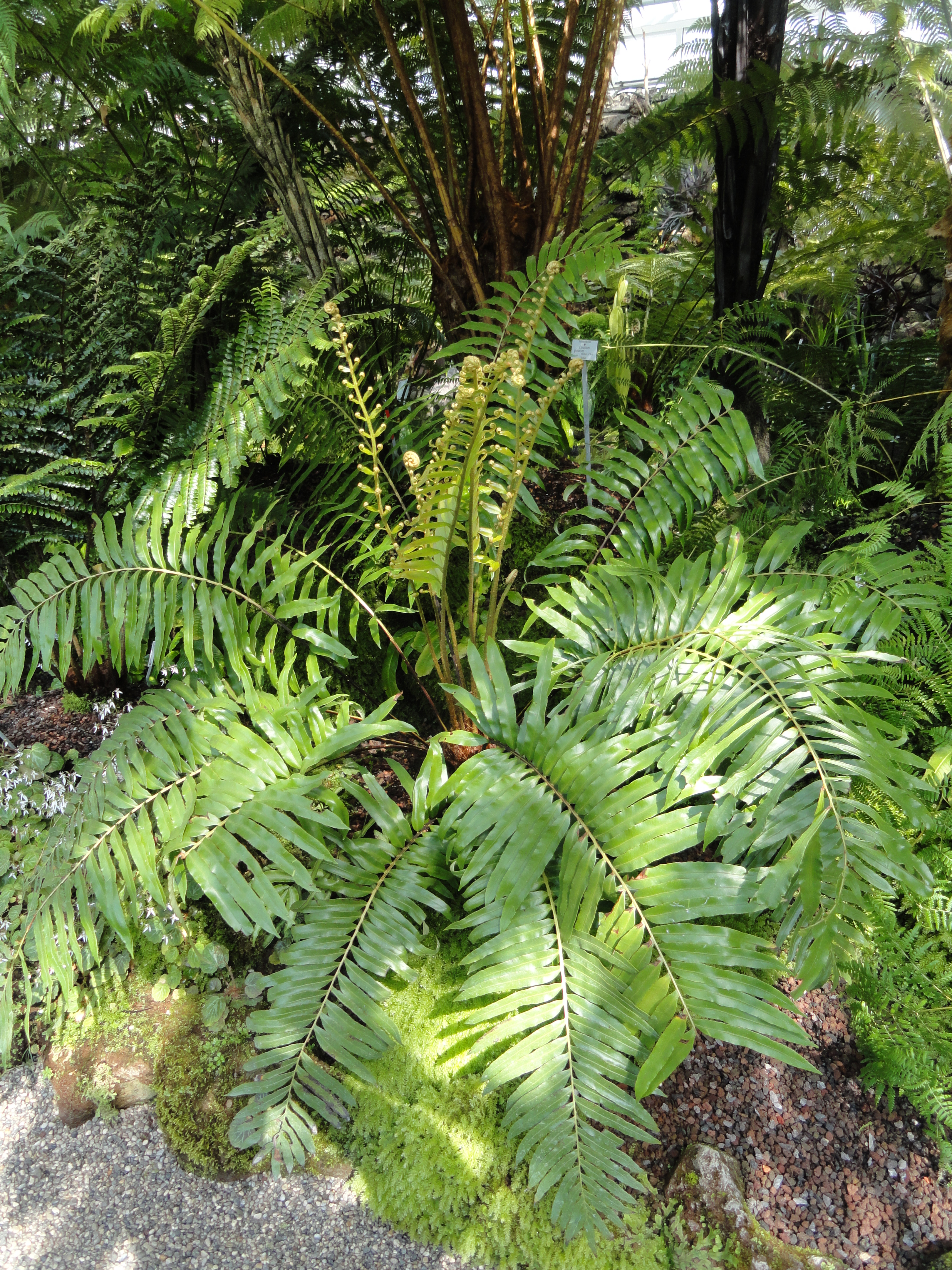
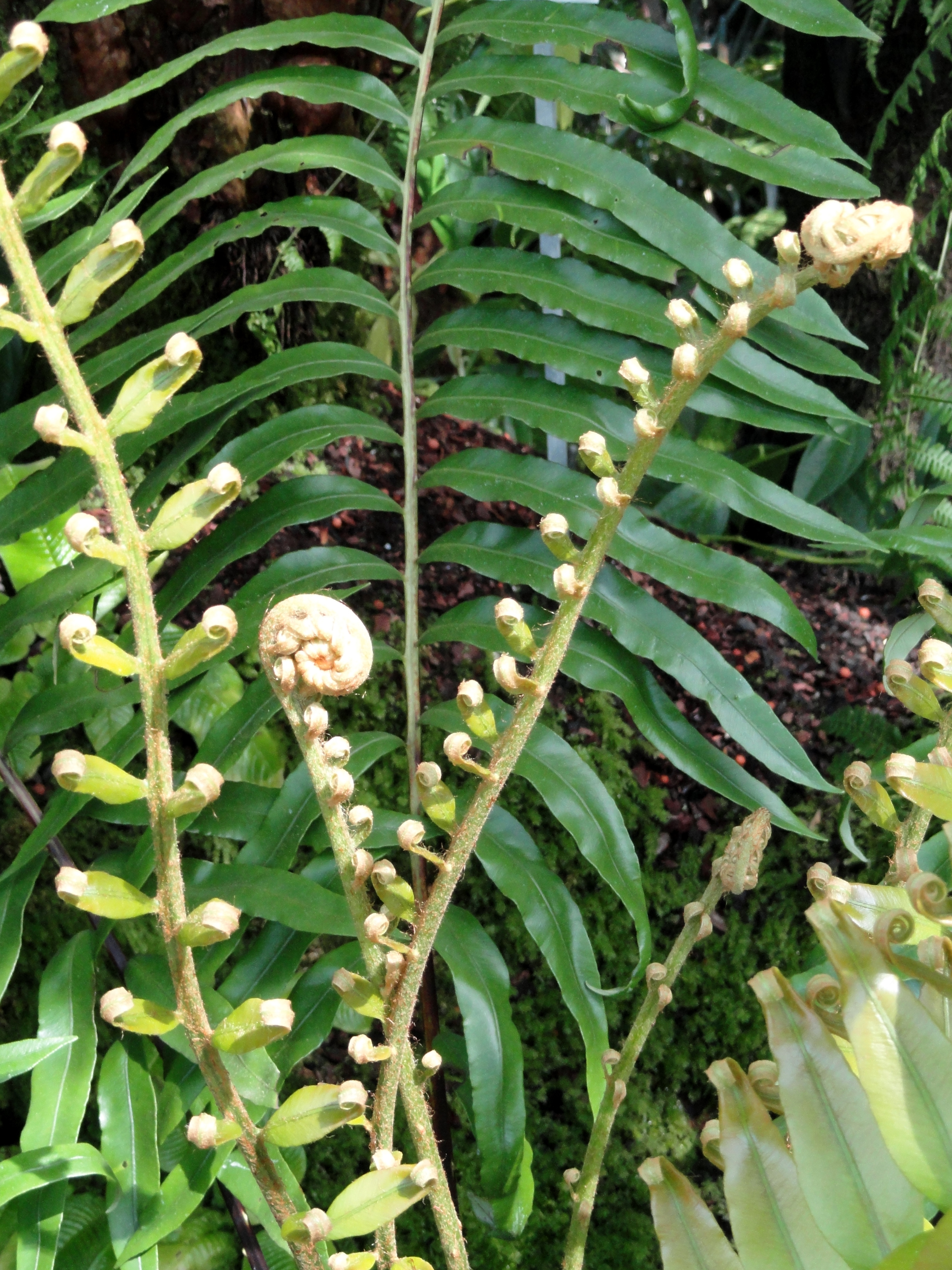